# 顏夔
顏夔（1423年—？），字士奇，湖廣長沙府攸縣人，民籍，明朝政治人物。

## 生平
景泰四年（1453年）癸酉科湖廣鄉試第六十七名舉人，五年（1454年）中式甲戌科會試第二百九十五名，三甲第四十名進士。授泰和縣知縣。

## 家族
曾祖顏寶卿；祖父顏時用，訓導；父顏霖，教授。